# Antonio Morales Riveira
Antonio Morales Riveira (Bogotá, 17 de julio de 1955) es un antropólogo, periodista, escritor e investigador colombiano.

## Biografía
Es hijo del escritor Próspero Morales Pradilla, autor de la novela histórica Los pecados de Inés de Hinojosa. Estudió antropología en la Universidad Nacional de Colombia
Trabajó en diversos campos como la prensa escrita; El Espectador, redactor de la Revista ''Alternativa'', cronista de Revista '' SoHo, Cambio 16, Credencial, Gatopardo, Plan B,'' así como la Revista ''Cromos,'' de la cual fue colaborador permanente, redactor, jefe de redacción y director. También ha colaborado para las revistas ''Diners'' y '' Elenco,'' ha sido asesor y cronista de la Revista ''Semana'' y socio fundador y colaborador permanente de la Revista ''Número,'' la televisión y la radio. 
Fue corresponsal de diversos medios extranjeros como ''Notimex'', ''Canal 54'' de Los Ángeles, ''Canal 47'' de Nueva York y Revista ''Proceso de México'' corresponsal deportivo para noticieros colombianos en el
Tour de Francia de 1984 y 1989 y el Mundial de Fútbol de Italia 90 y profesor de periodismo y televisión.
Fue libretista de ''¡Quac! El Noticero'' y del personaje Godofredo Cínico Caspa del humorista asesinado Jaime Garzón. Fue director de los noticieros ''AM-PM, Noticiero de las Siete'' y '' Noticias Uno'' y programas de opinión como ''Expediente'' y ''El radar''. Ha publicado los libros '' Expediente censurado'' (1994); '' Voces de bohemia'' (1996); '' Bogotá, la ciudad narrada'' (2005); '' Edificio Colombia'' (2006). Morales ha sido galardonado varias oportunidades con el Premio Nacional de Periodismo Simón Bolívar, el India Catalina, el Nacional de Cuento, entre otros.
En 2015 Morales fue denunciado por la abogada Ana María González por un caso de presunta violencia sexual, ante las acusaciones morales reaccionó diciendo: “Responderé y desvirtuaré dichos cargos ante las autoridades competentes (…) me declaro absolutamente inocente”, y reveló que iniciaba un proceso por injuria y calumnia en contra de la abogada. En 2017 la fiscalía ordenó el archivo del proceso concluyendo que los hechos nunca existieron. En 2019 se reportó que el caso sería reabierto.